# Projekt 394B
Projekt 394B (jinak též třída Primorje) byla třída zpravodajských lodí pro sběr informací (SIGINT, ELINT) postavených pro sovětské námořnictvo v době studené války. Jejich sovětská kategorizace byla komunikační plavidlo (proto dostaly trupová čísla SSV). Po rozpadu SSSR plavidla převzalo ruské námořnictvo. Třída byla používána například k monitorování zkoušek balistických raket a námořních cvičení sil NATO. Byla to první zpravodajská plavidla schopná provádět analýzu získaných informací přímo na palubě.

## Stavba
Černomořskou loděnicí v Nikolajevu bylo postaveno šest jednotek této třídy.
| Jméno                            | Verze        | Spuštěna | Vstup do služby   | Status        |
| -------------------------------- | ------------ | -------- | ----------------- | ------------- |
| Kavkaz (433, ex 628, ex SSV-591) | Projekt 394B |          | 30. června 1970   | vyřazena 1997 |
| Krym (626, ex SSV-590)           | Projekt 394B |          | prosinec 1969     | vyřazena 1997 |
| Primorje (SSV-626, ex 781)       | Projekt 394B |          | 13. prosince 1969 | vyřazena 1994 |
| Zabajkalje (SSV-464)             | Projekt 394B |          | březen 1971       | vyřazena 1993 |
| Zakarpatje (SSV-502)             | Projekt 994  |          | leden 1972        | vyřazena 1993 |
| Zaporožje (429, ex SSV-501)      | Projekt 994  |          | květen 1972       | vyřazena 1997 |

## Konstrukce
Konstrukce plavidla vycházela z plavidel pro zpracování ryb typu Majakovskij. Elektroniku tvořily dva navigační radary Nadaja, dva navigační radary Don Kay, výzvědné systémy SIGINT a ELINT různých typů a středisko pro analýzu dat v reálném čase. Zařízení na zpracování informací bylo umístěno v rozměrných nástavbách. Plavidla postrádala zařízení pro přenos dat v reálném čase (tak byla vybavena až následující třída). Pohonný systém tvořily dva diesely o výkonu 3000 kW pohánějící dvojici lodních šroubů. Nejvyšší rychlost dosahovala 12 uzlů. Dosah byl 10 000 námořních mil při rychlosti 12,5 uzlu.

### Modifikace
Během služby bylo několik plavidel vyzbrojeno protiletadlovými raketovými systémy. Kavkaz, Zabajkalje a Zaporožje dostaly dva čtyřnásobné protiletadlové raketové komplety Strela-2M se zásobou 16 střel. Krym dostal jeden čtyřnásobný raketový komplet 9K310 Igla-1 se zásobou 8 střel.